# Christoph Janker
Christoph Janker (nascut el 14 de febrer de 1985) és un exfutbolista alemany que jugava com a defensa central.